# Gi alfa podjednotka
Gi alfa podjednotka (Gai, nebo Gi/G0 nebo Gi protein) je heterotrimerická pojednotka G proteinu inhibující produkci cAMP z ATP. Mnemotechnická pomůcka pro zapamatování této podjednotky je  (Gai = Adenylyl Cyklázy Inhibitor).

## Receptory
Následující receptory spřažené s G proteinem se na něj váže:
- Acetylcholine M2 & M4 receptors
- Adenosine A1 & A3 receptors
- Adrenergic α2A, α2B, & α2C receptors
- Apelin receptors
- Calcium-sensing receptor
- Cannabinoid receptors (CB1 and CB2)
- Chemokine CXCR4 receptor
- Dopamine D2, D3, D4
- GABAB receptor
- Glutamate mGlu2, mGlu3, mGlu4, mGlu6, mGlu7, & mGlu8 receptors
- Histamine H3 & H4 receptors
- Melatonin MT1, MT2, & MT3 receptors
- Muscarinic M2 receptors
- Hydroxycarboxylic acid receptors HCA2 & HCA3
- Opioid δ, κ, μ, & nociceptin receptors
- Prostaglandin EP1, EP3, FP, & TP receptors
- Serotonin 5-HT1 & 5-HT5 receptors
- Short chain fatty acid receptors: FFAR2 & FFAR3
- Somatostatin sst1, sst2, sst3, sst4 & sst5 receptors
- Trace amine-associated receptor 8

## Funkce
Gjá inhibuje cAMP-dependentní dráhy tím, že inhibuje adenylátcyklázu, snižuje produkci cAMP z ATP, což má za následek sníženou aktivitu cAMP-dependentní protein kinázy. Proto konečným efektem je opak cAMP-dependentní protein kinázy.

## Typy
Existuje několik typů Gjá: Gia1, Gia2, Gia3 a Gia4